# Lamentació sobre Crist mort (Giotto)
Lamentació sobre Crist mort és una escena del pintor italià Giotto di Bondone. Fou realitzat al fresc entre 1305 i 1306 (altres fonts en donen les dates de 1303 i 1305), situada al centre de la paret esquerra de la Capella dels Scrovegni de Pàdua. La font literària de l'escena representada en aquest quadre és el Evangeli de Sant Joan, 19, 38-42:
| « | Després, Josep d'Arimatea, que era deixeble de Jesús, tot i que en secret per por dels jueus, demanà a Pilat autorització per endur-se el cos de Jesús. Pilat li la concedí. Hi anaren i se'n dugueren el cos. Hi anà també Nicodemus -que abans hi havia anat a veure'l de nit- amb una barreja de mirra i àloe de cent lliures. Prengueren el cos de Jesús i l'embolicaren amb benes i aromes, segons el costum jueu de sepultar. Al lloc de la crucifixió hi havia un hort i un sepulcre nou on no havien dipositat ningú. Allí, doncs, perquè era el dia de la Preparació dels jueus i el sepulcre n'era prop, posaren Jesús. | » |

En aquest quadre es veu Jesucrist, baixat de la creu, envoltat per dones i apòstols. S'ajunten els rostres de Crist mort i de sa mare, que mira intensament el cadàver del seu fill.
Les altres figures expressen el seu dolor, cadascuna a la seua manera: unes es mostren doblegades, altres en fan gestos. Així, Joan Evangelista apareix amb els braços oberts, mentre que Maria Magdalena, asseguda en terra, agafa els peus del mort. Fins i tot els deu àngels que apareixen al cel, en escorç, s'uneixen a aquestes manifestacions de la desesperació: ploren, s'estiren els cabells o es tapen la cara.
Sens dubte, aquest Plany sobre Crist mort és un dels quadres més expressius i intensos pel seu dramatisme de tot el cicle de frescs. A les figures les envolta un paisatge àrid, amb una muntanya rocosa que forma una diagonal fins a un arbre sec al capdamunt, que remarca la desolació per la mort de Crist.

Com assenyala M. Olivar, “Aquesta Lamentació resumeix, eloqüentment, les possibilitats d'expressió madura, dins d'una unitat rigorosa de concepte, de l'estil del genial mestre”.

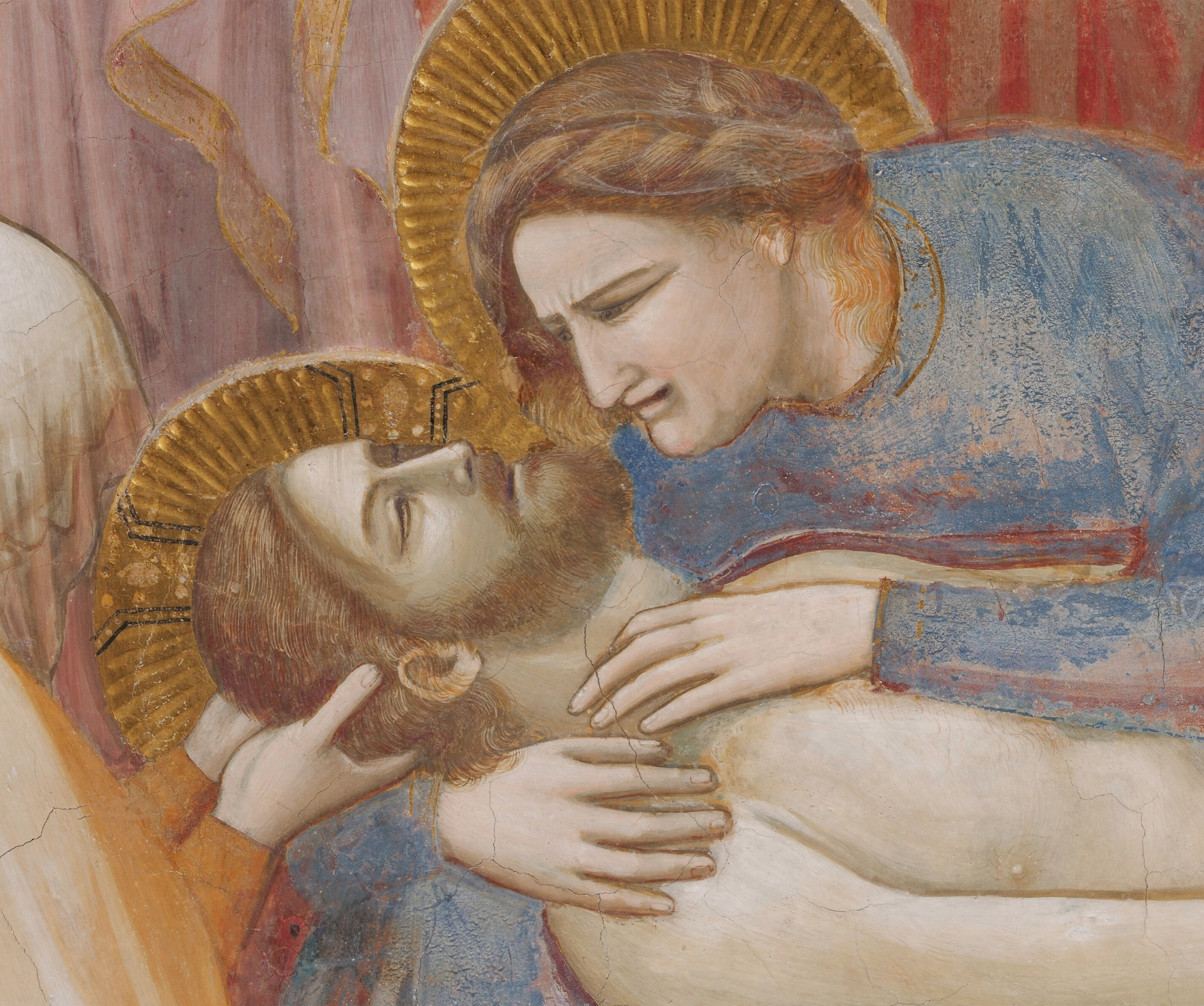
Lament sobre el Crist mort
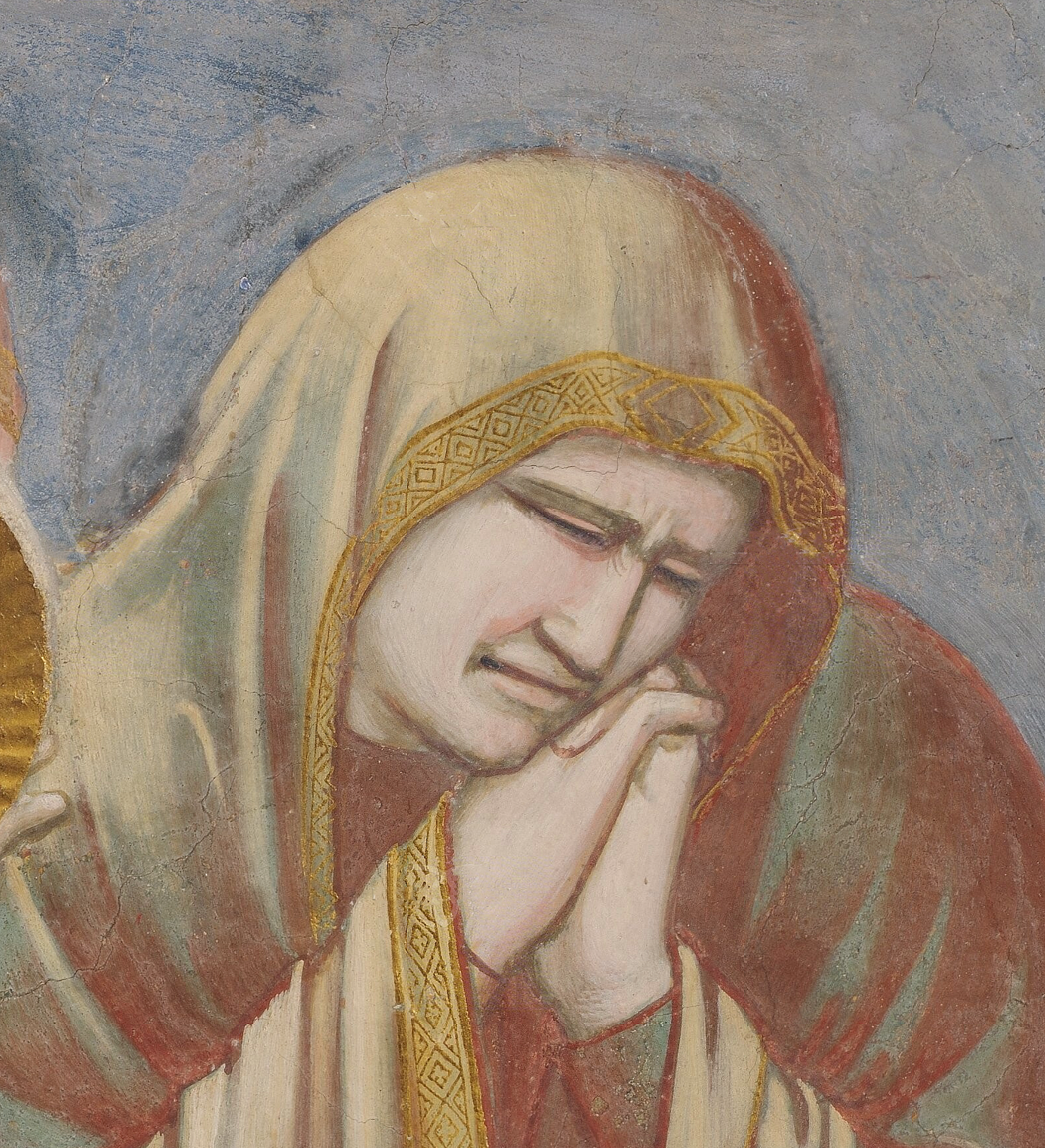
Dona lamentant la mort de Crist
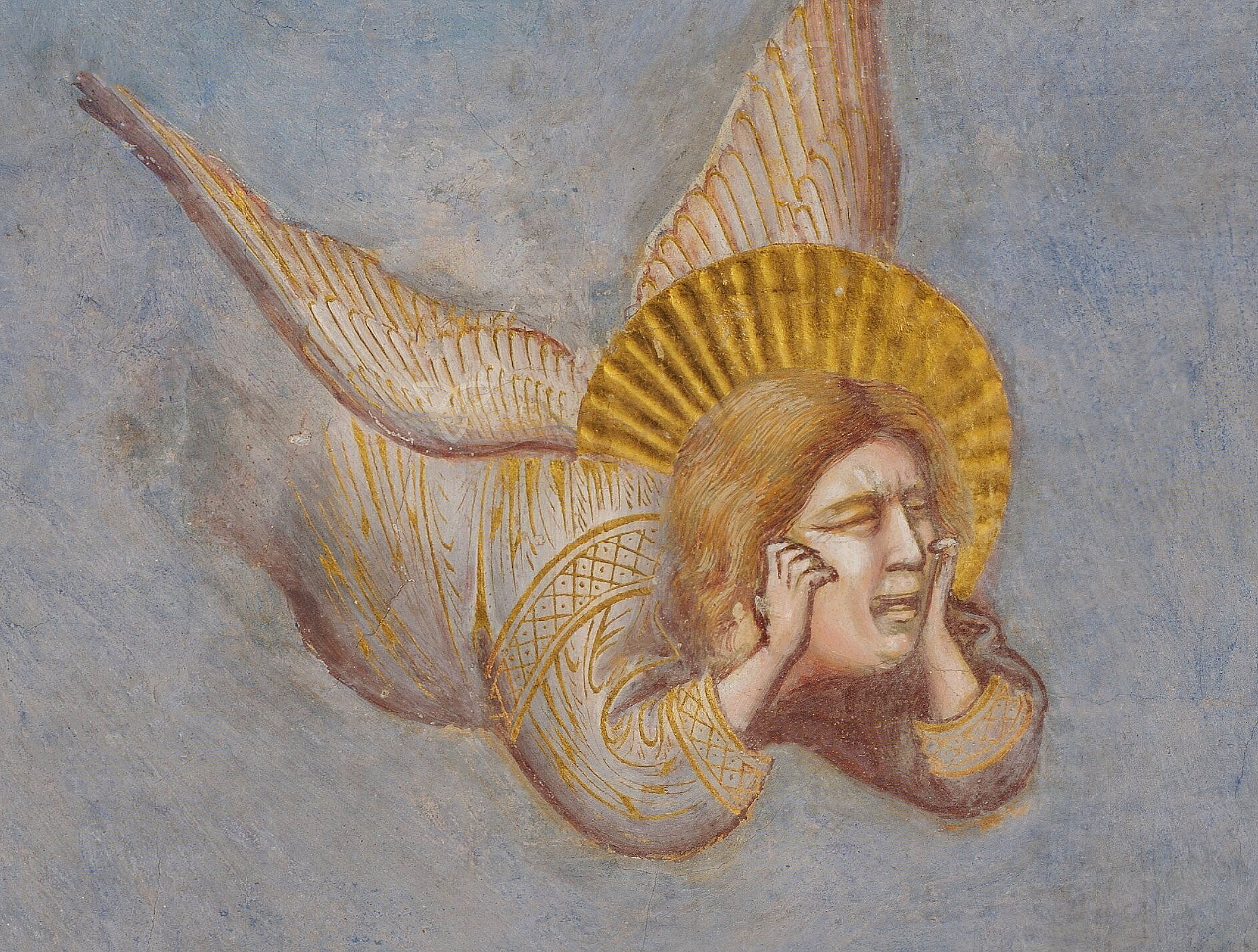
Angel plorant i lamentant-se
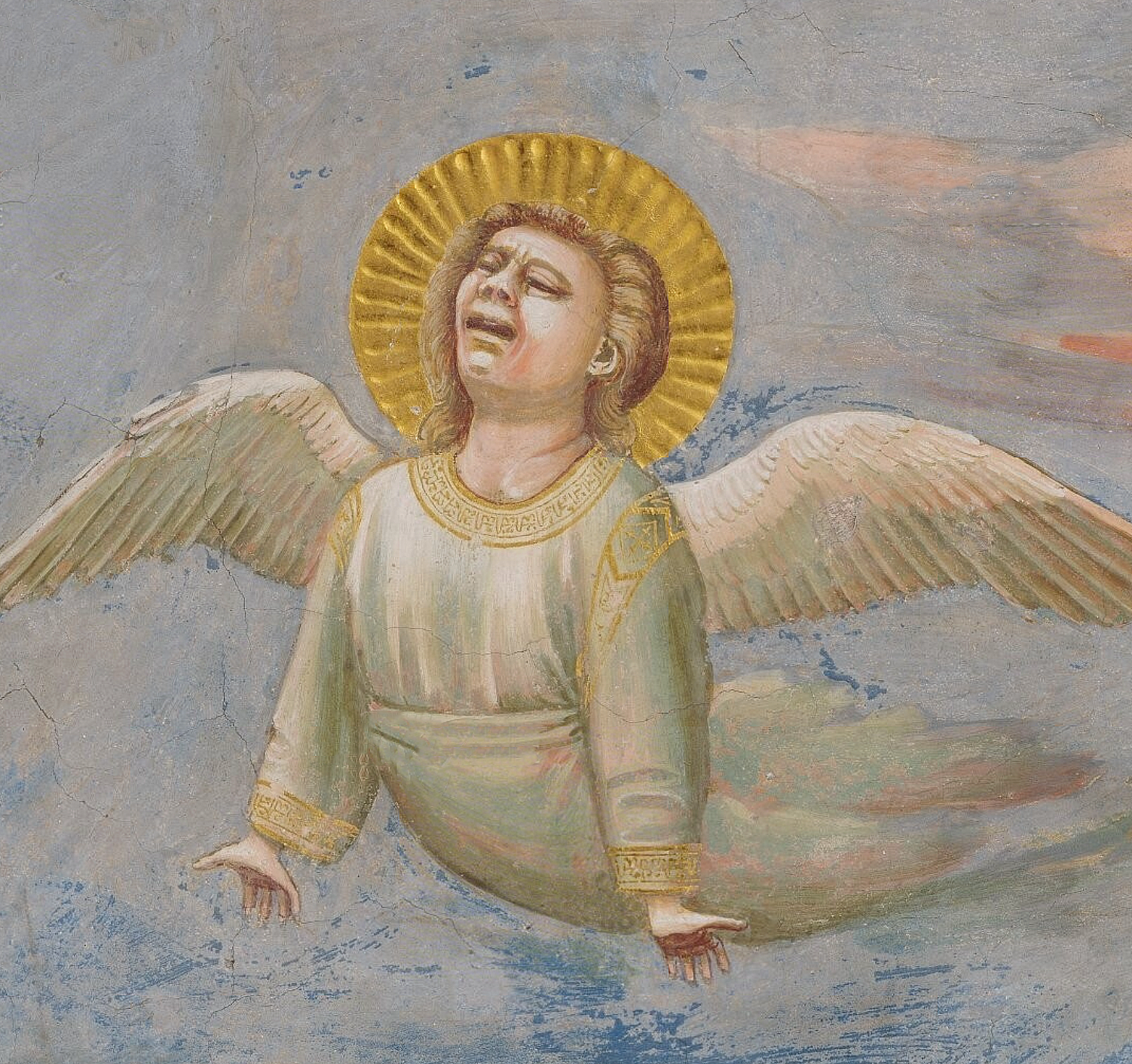
Un altre àngel plorant